# Castillo de Lucera
El castillo de Lucera es una construcción militar, situada sobre un altiplano de Lucera, en la provincia de Foggia Italia, actualmente en ruinas. Fue mandado construir en el siglo XIII por Federico II, quien lo consideraba como una de sus residencias favoritas, y lo utilizó para encarcelar a sarracenos rebeldes que eran deportados desde Sicilia. Antiguamente en el lugar de emplazamiento había estado la antigua acrópolis romana de Lucera.
Su forma es pentagonal con 24 torres defensivas que se elevan a lo largo de una muralla con un perímetro de unos 700 metros. Por tres de sus caras hay escarpados rocosos que lo protegían de los asaltos. Es poco lo que hoy en día queda en pie, pero en tiempos de Federico II el castillo tenía una torre del homenaje cuadrada muy alta. Estaba dividida en diversos pisos con paredes verticales y situada sobre un plano inclinado con dos pisos, uno a nivel del suelo y otro subterráneo. En su interior había un pequeño patio de planta cuadradada, pero octogonal en su parte superior. Estuvo adornado con ricos motivos ornamentales góticos y románicos y con una colección de esculturas clásicas. Los cuartos estaban equipados lujosamente y los alrededores fueron recreados con distintos ambientes; entre ellos estaba la cámara de los tesoros, una de las principales, tiendas para la manufactura de armas, vestidos y todo lo demás que una corte necesitaba.
Aquí se detuvo Manfredo en 1266 camino de la desgraciada batalla de Benevento, donde perdería la vida. Ante esta circunstancia su mujer, Hélène d'Épire, acompañada de sus hijos y de su cuñada Constanza, se refugiaron en el castillo que estaba defendido por sarracenos, aunque no resistieron el asedio de las tropas angevinas de Carlos I y serían cautivadas.
En 1267, cuando Conradino intentaba mantener el control sobre el Reino de Sicilia, los sarracenos volvieron a rebelarse contra los angevinos. Nuevamente en 1300 fueron asediados y debieron claudicar por hambre y sed, siendo pasados por las armas junto a los gibelinos cristianos que se habían refugiado en esta fortaleza, último refugio del Sacro Imperio Romano Germánico que estaba sucumbiendo a la influencia papal.

## Reseñas
- Descripción del castillo
- Descripción del castillo (en inglés).

- Datos: Q573650
- Multimedia: Cittadella di Lucera / Q573650